# Thomas Habegger
Thomas Habegger (* 13. April 1974) ist ein ehemaliger Schweizer Fussballschiedsrichter und Schiedsrichterassistent. Er kam in der höchsten Schweizer Fussball-Spielklasse, der Axpo Super League, der österreichischen Bundesliga sowie in internationalen Spielen als FIFA-Schiedsrichterassistent zum Einsatz. Heute ist er ein Funktionär im Ressort Nachwuchs des SFV. Sein letztes Spiel als Schiedsrichterassistent bestritt Habegger am 11. September 2012 beim Freundschaftsspiel der BSC Young Boys gegen den FC Breitenrain.